# مرلین استپان
مرلین استپان (به انگلیسی: Marilee Stepan) (زادهٔ ۲ فوریهٔ ۱۹۳۵) شناگر اهل ایالات متحده آمریکا است.